# REALITY BITES
REALITY BITES（リアリティ・バイツ）は、2005年10月から2007年9月まで放送されていたJ-WAVEのラジオ番組。ヒップホップ・R&B系の楽曲を中心に流していた。
金曜24:30-29:00の番組として放送開始。2006年4月からは「REALITY BITES 〜HEADS UP〜」（金曜22:00-23:45）、「REALITY BITES 〜SEHR LECKER〜」（金曜24:30-27:00）の二部構成になっていたが、2007年4月からは金曜24:30-28:00に放送時間が変更し同年9月に終了した。ナビゲーター(DJ)はMC RYU。毎週月曜-金曜の帯でMC RYUがナビゲーターを務めていたSOUL TRAINの後継番組である。

## 過去に存在した番組・コーナー

### REALITY BITES 〜HEADZ UP!〜
REALITY BITES 〜HEADZ UP!〜（リアリティ・バイツ〜ヘッズ・アップ）は、2006年4月スタート。22:00-23:45まで放送しているREALITY BITESの前半部分。以下の2つのコーナーを内包している。
GEORGIA BE YO' SELF（ジョージア・ビー・ヨー・セルフ）
22:15-22:50の放送。リスナーと生電話をつなぎ、提供である缶コーヒージョージアの「エメラルドマウンテンブレンド」1ケース（30本入り）をプレゼントする。また、2006年10月ごろからは毎週テーマを設け、リスナーからそのテーマに沿ったメールを募集している。
FENDI B.MIX CINDERELLA STORY（フェンディ・ビー・ミックス シンデレラ・ストーリー）
23:10-23:30の放送。2007年1月7日コーナー開始。FENDIがプロを目指して頑張っている女性たちをバックアップする“FENDI B.MIXシンデレラ・オーディション”を開催。1,000名を超える応募者から選ばれた4名が、各分野のスペシャリストの元でノウハウを学びながら、夢を実現させる期間限定のシンデレラプロジェクト。トータルプロデューサー：小山薫堂。

### REALITY BITES 〜SEHR LECKER〜
REALITY BITES 〜SEHR LECKER〜（リアリティ・バイツ〜ゼア・レッカー）は、REALITY BITESの後半部分。24:30-27:00まで放送。ゲストDJを招いてのDJ-Mixオンエアが中心だった。
26:00 au DIVAS TOUCH 
KDDI提供で放送されていたコーナー。のちに提供なしのコーナーとなりその後終了となる。
放送開始当初は24:30-29:00（翌朝5:00）の放送だったが、2006年4月からはHANDSOME☆ACADEMYの開始にともない放送時間が短縮となった。

## 備考
2007年1月7日の放送は、MC RYUが盲腸で緊急入院したため、代わりにiaがナビゲーターを務めた。